# Reichlange
Reichlange (en luxemburguès: Räichel; en alemany: Rachlingen) és una vila de la comuna de Redange, situada al districte de Diekirch del cantó de Redange. Està a uns 23 km de distància de la ciutat de Luxemburg.